# CKYX-FM
CKYX-FM è una stazione radio FM che trasmette 24 ore su 24 da Fort McMurray, Alberta, Canada, avente un format radio active rock. La stazione ha ricevuto nel 1984 l'autorizzazione dalla CRTC a trasmettere sulla frequenza di 97.9 MHz.
CKYX ha un ripetitore presso Tar Island.